# لي واي اوه-هان
لي واي اوه-هان (هانغل: 이요한) هو لاعب كرة قدم كوري جنوبي في مركز الدفاع، ولد في 18 ديسمبر 1985 في سول في كوريا الجنوبية. شارك مع منتخب كوريا الجنوبية تحت 20 سنة لكرة القدم ومنتخب كوريا الجنوبية تحت 23 سنة لكرة القدم. أما مع النوادي، فقد لعب مع إنتشون يونايتد وجونبك هيونداي موتورز وجيجو يونايتد ونادي بوسان أي بارك ونادي سونغنام.

## وصلات خارجية
- لي واي اوه-هان على موقع الاتحاد الدولي (مؤرشف)  (الإنجليزية)
- لي واي اوه-هان على موقع دوري كوريا الجنوبية (الإنجليزية)